# Saut d'Eau (Trinité-et-Tobago)
Pour les articles ayant des titres homophones, voir Saut-d'Eau, Soddo et Sodo.
Saut d'Eau est une petite île située en mer des Caraïbes et rattachée à Trinité-et-Tobago. Elle se trouve à moins d'un kilomètre de Trinité, l'île principale du pays. C'est l'une des treize réserves naturelles protégées par l'État trinidadien.

## Caractéristiques

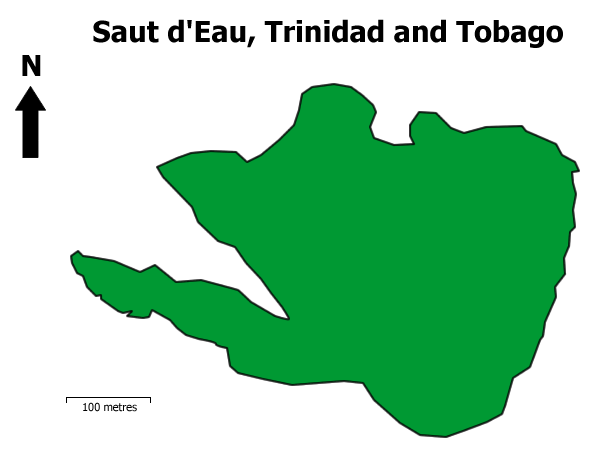
Carte de l'île de Saut d'Eau

L'île recouvre environ 100 000 m2. Elle est bordée de nombreuses falaises irrégulières. Son point culminant s'élève à 106 m d'altitude.
Saut d'Eau comporte une forêt de plantes décidues, des broussailles et de grosses herbes.

## Réserve
En 1935, l'État trinidadien accorde à Saut d'Eau le statut de réserve naturelle, garantissant sa protection par la division des forêts du ministère de l'Agriculture.
L'île est l'unique zone de reproduction des pélicans bruns (Pelecanus occidentalis) à Trinité-et-Tobago. Elle abrite également des martinets à collier roux et des râles à cou roux, qui sont rares dans le pays. Au total, 27 espèces seraient présentes sur Saut d'Eau.
Le braconnage ne représente pas de menace particulière pour l'île, car celle-ci est difficilement accessible à cause de ses falaises irrégulières, des eaux peu clémentes et de sa grande distance aux zones de populations. Pour les mêmes raisons, les garde-chasses patrouillent rarement autour de l'île. Des activités importantes de braconnage ont toutefois été rapportées  par Thelen et Falzoul dans leur plan de 1980. En 2017, les principales menaces sont la récolte des oeufs d'oiseaux par les pêcheurs, ainsi que les incendies.